# Svensbosjön, Värmland
Svensbosjön är en sjö i Karlskoga kommun i Värmland och ingår i Göta älvs huvudavrinningsområde. Sjön är 13 meter djup, har en yta på 0,034 kvadratkilometer och befinner sig 144 meter över havet.